# Carole Baskin
Carole Baskin (nhũ danh Stairs Jones; sinh ngày 6 tháng 6 năm 1961) là một nhà hoạt động vì quyền mèo lớn của Mỹ và Giám đốc điều hành của Big Cat Rescue, một khu bảo tồn động vật phi lợi nhuận có trụ sở gần Tampa, Florida.
Baskin thu hút sự chú ý của công chúng khi cô được xuất hiện trong loạt phim tài liệu Netflix năm 2020 Tiger King về nhà điều hành vườn thú tư nhân có trụ sở tại Oklahoma, Joe Exotic. Sê-ri Netflix đi theo cả Baskin và Joe Exotic, quay những mối quan tâm và căng thẳng đang diễn ra và leo thang của họ đối với các động vật kỳ lạ trong các sở thú tư nhân. Sau khi bộ phim này được phát hành, Baskin đã trở thành chủ đề của các meme trên internet và các thuyết âm mưu liên quan đến sự mất tích của Don Lewis, người chồng thứ hai của cô.